# Acte 5 de la Coupe Louis Vuitton 2007
L'Acte 5 de la Coupe Louis Vuitton 2007 est une compétition de la Coupe de l'America 2007. Elle a eu lieu du 24 juin au 26 juin 2005 à Valence. C'est une régate en flotte.

## Participants
| Syndicat                           | Pays             |
| BMW Oracle Racing                  | États-Unis       |
| Team Shosholoza                    | Afrique du Sud   |
| Emirates Team New Zealand          | Nouvelle-Zélande |
| Luna Rossa Challenge               | Italie           |
| K-Challenge                        | France           |
| Victory Challenge                  | Suède            |
| Desafío Español 2007               | Espagne          |
| Mascalzone Latino - Capitalia Team | Italie           |
| United Internet Team Germany       | Allemagne        |
| China Team                         | Chine            |
| +39 Challenge                      | Italie           |

## Classement final
| Rang | Syndicat                           | Points |
| 1er  | Luna Rossa Challenge               | 46     |
| 2e   | Alinghi                            | 46     |
| 3e   | Emirates Team New Zealand          | 43     |
| 4e   | BMW Oracle Racing                  | 39     |
| 5e   | Mascalzone Latino - Capitalia Team | 38     |
| 6e   | Victory Challenge                  | 36     |
| 7e   | K-Challenge                        | 35     |
| 8e   | Desafío Español 2007               | 31     |
| 9e   | +39 Challenge                      | 26     |
| 10e  | United Internet Team Germany       | 25     |
| 11e  | China Team                         | 12     |
| 12e  | Team Shosholoza                    | 12     |